# (73224) 2002 JK25
2002 جاي كي 25 (ويعرف أيضًا باسم (73224) 2002 جاي كي 25 وفق تسمية الكوكب الصغير) (بالإنجليزية: 2002 JK25)‏؛ هو كويكب ضمن حزام الكويكبات.
اكتُشف هذا الجُرم الفلكي بواسطة بحث لنكولن عن الكويكبات القريبة من الأرض في 8 مايو 2002، وترتيبه 73224 من حيث الاكتشاف.

## الوصف
اكتُشف 732242002JK في 8 مايو 2002 في مرصد ماغدالينا ريدج، الواقع في مقاطعة سوكورو، نيومكسيكو في الولايات المتحدة، بواسطة مشروع بحث لنكولن عن الكويكبات القريبة من الأرض (بالإنجليزية: Lincoln Near-Earth Asteroid Research)‏ LINEAR. وقد رصد المشروع 766 مشاهدة للكويكب إلى غاية 7 أكتوبر 2021 بتوقيت منطقة المحيط الهادئ، أي في مدة قدرها 10,337 يومًا (28.3 عام). تستغرق الفترة المدارية للكويكب 1,680 يومًا (4.6 عام).

## الخصائص المدارية
يتميز مدار هذا الكويكب بنصف محور رئيسي يبلغ 2.77 وحدة فلكية، وحضيض قدره 2.34 وحدة فلكية، وانحراف قدره 0.155 وزاوية ميلان 12.7 درجة بالنسبة لمسار الشمس. بسبب هذه الخصائص، أي نصف المحور الرئيسي بين 2 و3.2 وحدة فلكية وحضيض أكبر من 1,666 وحدة فلكية، يُصنف هذا الجُرم الفلكي وفقًا لقاعدة بيانات مختبر الدفع النفاث لأجرام النظام الشمسي الصغيرة كائنًا من حزام الكويكبات الرئيسي.

## وصلات خارجية
- (73224) 2002 JK25 في قاعدة بيانات مختبر الدفع النفاث لأجرام النظام الشمسي الصغيرة

- الاكتشاف · مخطط المدار ·  العناصر المدارية · المعلمات المادية

- (73224) 2002 JK25 على موقع ويكي سكاي: DSS2, SDSS, GALEX, IRAS, Hydrogen α, X-Ray, Astrophoto, Sky Map, Articles and images